# Ященко, Александр Леонидович
Алекса́ндр Леони́дович Я́щенко (18 (30) сентября 1868, Бугульма — 3 января 1938, г. Горький) — российский и советский педагог и естествоиспытатель.

## Биография
Александр Ященко окончил курс в Санкт-Петербургском университете по естественному отделению физико-математического факультета. Будучи студентом, совершил экспедицию в принадлежащую тогда Российской империи северную часть Лапландии (с В. В. Семевским) и в Закаспийский край и Бухарские владения (с Н. А. Зарудным) с фаунистическими и этнографическими целями.

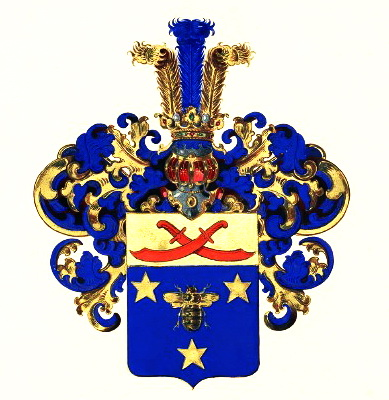
Герб рода дворян Ященко внесен в Часть 20 Общего гербовника дворянских родов Всероссийской империи, стр. 123

Во время работы в университете ездил в командировку в разные государства Западной Европы, работал на неаполитанской зоологической станции. По возвращении был назначен хранителем зоологического кабинета Петербургского университета. Состоял учителем многих средне-образовательных школ. Вёл практические занятия со студентами, с офицерами курсов при педагогическом музее военно-учебных заведений.
В 1903 году отправился в командировку от Академии наук в Австралию, путешествовал по пустыням Центральной Австралии, около озера Эйр он охотился вместе с аборигенами из племени диери, учился добывать воду из корней растений, разжигать костёр трением деревянных палочек. Собранные этнографические коллекции пожертвовал Императорскому Русскому географическому обществу, зоологические — Академии наук.
После революции 1917 г. Александр Ященко поселился в городе Сергаче, где работал школьным учителем.
20 ноября 1937 года арестован и обвинён по части 1 статьи 58-10 Уголовного кодекса РСФСР. Решением тройки НКВД от 17 декабря 1937 приговорён к расстрелу, приговор исполнен 3 января 1938 года. Значительная часть этнографической коллекции А. Л. Ященко, хранившейся у него дома, сотрудниками НКВД была выброшена в ближайший овраг. М. А. Ященко (правнучка ученого) писала, что его книгами два дня топили городскую баню, а часть сожгли в костре.

## Научные труды
- Отчет о поездке в Русскую Лапландию летом 1887 г. (1888)
- Орнитологические наблюдения на Средней Аму-Дарье в районе Чарджуй-Келиф (1891)
- Скафандр и его применение к зоолого-ботаническим целям (1892)
- Некоторые зоологические учреждения Западной Европы (1894)
- Несколько слов о Русской Лапландии (1892)

Сотрудничал с журналами «Образование» (критика преимущественно детской и популярной литературы по естествознанию), «Народное Образование», в переводе Брэма «Жизнь животных» и др.